# 岛上的圣路易教堂

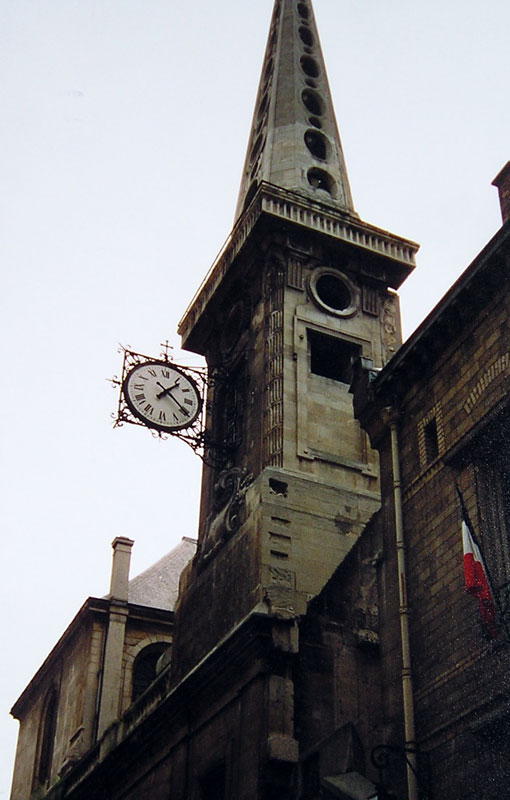
岛上的圣路易教堂

岛上的圣路易教堂（法語：Église Saint-Louis-en-l'Île）是法国巴黎的一座天主教堂，位于第四区的圣路易岛，岛上的圣路易街（rue Saint-Louis-en-l'Île）和普勒捷街（rue Poulletier）的十字路口。主保圣人是圣路易（法国国王路易九世）。这座教堂的堂区是巴黎教区最小的堂区之一，只包括半个西岱岛，圣路易岛和从前的卢维耶岛（île Louviers，现在的莫尔朗大道，boulevard Morland）。

## 历史
现存的这座教堂始建于1664年，以取代建于1622年的一座教堂，1675年建成。
48°51′4.6″N 2°21′27.6″E / 48.851278°N 2.357667°E